# Lunca de Jos (okręg Harghita)
Lunca de Jos (węg. Gyimesközéplok) – wieś w Rumunii, w okręgu Harghita, w gminie Lunca de Jos. W 2011 roku liczyła 1091 mieszkańców.